# 로투마어
로투마어(Rotuman)는 피지의 속령인 로투마섬에서 쓰이는 언어이다. 로투마섬은 문화적으로 폴리네시아의 영향을 강하게 받았고, 1881년에 피지에 통합되었다. 로투마어는 사모아어와 통가어에서 다량의 어휘를 빌려왔기 때문에 계통을 분류하기가 쉽지 않다. 언어학자 앤드루 폴리는 로투마어가 오세아니아어군 중에서도 중앙태평양어군에 속하며, 서피지어군과 함께 서피지·로투마어군을 이룬다고 본다.
로투마어는 단어 끝의 모음을 그 앞의 자음과 맞바꾸는 음위전환 규칙과, 이로 인한 모음의 움라우트 및 단모음화·장모음화·이중모음화 현상 때문에 언어학자들에게 큰 관심을 받았다.
주변의 여러 언어들과 달리 로투마어는 대체로 SVO형 어순이다.

## 음운론
|        | 순음 | 설정음 | 후치경음 | 연구개음 | 성문음 |
| ------ | ---- | ------ | -------- | -------- | ------ |
| 비음   | m    | n      |          | ŋ        |        |
| 파열음 | p    | t      | tʃ       | k        | ʔ      |
| 마찰음 | f v  | s      |          |          | h      |
| 유음   |      | r l    |          |          |        |

|        | 전설 | 후설 |
| ------ | ---- | ---- |
| 고모음 | i    | u    |
| 중모음 | ɛ    | ɔ    |
| 저모음 |      | a    |

## 참고 문헌
- Blevins, Juliette (1994), “The Bimoraic Foot in Rotuman Phonology and Morphology”, 《Oceanic Linguistics》 (University of Hawai'i Press) 33 (2): 491–516, doi:10.2307/3623138, JSTOR 3623138
- Churchward, C.M. (1940), 《Rotuman Grammar and Dictionary》, Sydney: Methodist Church of Australasia
- Milner, George B. (1971), 〈Fijian and Rotuman〉,   Thomas A. Sebeok, 《Current Trends in Linguistics》, 8: The Languages of Oceania, The Hague: Mouton, 397–425쪽
- Saito, Mamoru (1981), 《A Preliminary Account of the Rotuman Vowel System》, Cambridge: MIT Press
- Schmidt, Hans (2003), 〈Temathesis in Rotuman〉 (PDF),   John Lynch, 《Issues in Austronesian Historical Phonology》, Pacific Linguistics Research School of Pacific and Asian Studies, 175–207쪽, ISBN 978-0-85883-503-0